# Срібницька Юна Федорівна
Срібницька Юна Федорівна ((рос.) Сребницкая Юна Фёдоровна) (нар. 8 листопада 1936) — радянський і український режисер монтажу художньої мультиплікації студії «Київнаукфільм», потім — «Укранімафільм».
У 1966—1976 рр. — асистент знімальної групи, з 1977 року — монтажер. 

## Фільмографія
Асистент знімальної групи:
- «Чому у півня короткі штанці»  (1966, асистент художника)
- «Як козаки куліш варили» (1967)
- «Музичні малюнки» (1968)
- «Осіння риболовля» (1968)
- «Людина, що вміла літати» (1968)
- «Пригоди козака Енея» (1969)
- «Каченя Тім» (1970)
- «Некмітливий горобець» (1970)
- «Казка про доброго носорога» (1970)
- «Чарівник Ох» (1971)
- «Кульбаба — товсті щоки» (1971)
- «Тигреня в чайнику» (1972)
- «Навколо світу мимоволі» (1972)
- «Зубна билиця» (1972)
- «Людина і слово» (1973)
- «Парасолька на полюванні» (1973)
- «Чому в ялинки колючі хвоїнки» (1973)
- «Таємниця країни суниць» (1973)
- «Зелена пігулка» (1974)
- «Кіт Базиліо і мишеня Пік» (1974)
- «Казка про білу крижинку» (1974, у співавт.)
- «Людина і слово» (1974)
- «Як їжачок і ведмедик зустрічали Новий рік» (1975)
- «Історія з одиницею» (1975)
- «Казка про жадібність» (1976)
- «Лісова пісня» (1976)
- «Хто отримає ананас?» (1978, у співавт.)

Монтаж мультфільмів:
- «Літери з ящика радиста» (1966)
- «Як песик і кошеня мили підлогу» (1977)
- «Парасолька на модному курорті» (1977)
- «Ватажок» (1978)
- «Лінь» (1979)
- «Пригоди капітана Врунгеля» (1976—1979)
- «Дерево і кішка» (1983)
- «Дуже давня казка» (1983)
- «Старий і півень» (1984)
- «Як було написано першого листа» (1984)
- «Лікар Айболить» (1984—2014)
- «Як їжачок і ведмедик міняли небо» (1985)
- «Батькова наука» (1986)
- «Самовар Іван Іванич» (1987)
- «Король черепах» (1988)
- «Острів скарбів» (1988)
- «Мозаїка. Інструкція до гри» (1989)
- «Моя сім'я» (1989)
- «Навколо шахів» (1990)
- «Мотузочка» (1990)
- «Горщик-сміхотун» (1990)
- «Найсправжнісінька пригода» (1990)
- «Три Паньки на ярмарку» (1991)
- «Кам'яні історії» (1991)
- «Знайда» (1992)
- «День народження Юлії» (1994)
- «Грицеві писанки» (1995)
- «Коза-дереза» (1995)
- «Як метелик вивчав життя» (1997)
- «Синя шапочка» (1998)
- «Залізний вовк» (1999)
- «Як у нашого Омелечка невеличка сімеєчка...» (1999)
- «Літачок Ліп» (2000)
- «Зяблики та інші» (2001, курсова робота реж. А. Лавренішина)
- «Було літо...» (2003)
- «Війна яблук та гусені» (2004)
- «Засипле сніг дороги…» (2004)
- «Врятуй і збережи» (2008) та ін.